# Соколова, Ирина Валерьевна
Ири́на Вале́рьевна Соколо́ва (род. 15 июня 1956 года, Ленинград) — российский политический и общественный деятель. Председатель Общественной палаты Санкт‑Петербурга с 2020 года. Депутат Государственной Думы от партии «Единая Россия» V и VI созывов (2009—2016).

## Биография
В 1979 году окончила Ленинградский Кораблестроительный институт по специальности «приборостроение», в 1987 — Ленинградский государственный университет имени А. А. Жданова по специальности «математика», в 1999 — Санкт-Петербургский государственный университет по специальности «юриспруденция».
Преподавала в Ленинградском кораблестроительном институте, Ленинградском электротехническом институте имени В. И. Ульянова (Ленина).
Работала заместителем исполнительного директора, президентом Национального некоммерческого фонда поддержки сотрудников органов ФСБ и членов их семей (Санкт-Петербург), была помощником депутата Государственной Думы IV и V созывов Б. В. Грызлова по работе в Санкт-Петербурге, руководителем региональной Общественной приёмной председателя Всероссийской политической партии «Единая Россия» В. В. Путина в Санкт-Петербурге.
Член Всероссийской политической партии «Единая Россия»; заместитель секретаря Регионального политического совета Санкт-Петербургского регионального отделения партии, член Президиума Регионального политического совета Санкт-Петербургского регионального отделения партии.
По федеральному списку кандидатов, выдвинутому Всероссийской политической партией «Единая Россия» (региональная группа № 78, Санкт-Петербург), была избрана депутатом Государственной Думы V созыва; депутатские полномочия начала осуществлять 6 мая 2009 года, занимала должность заместителя председателя комитета Государственной Думы по вопросам семьи, женщин и детей.
В 2011 году избрана депутатом Государственной Думы VI созыва от партии «Единая Россия» (полномочия — с 4 декабря 2011), занимала должность заместителя председателя комитета Государственной Думы по труду, социальной политике и делам ветеранов. Член фракции «Единая Россия».
Председатель Общественной палаты Санкт‑Петербурга с 2020 года. Заместитель Генерального секретаря Совета Межпарламентской Ассамблеи государств-участников Содружества Независимых Государств — полномочный представитель Федерального Собрания Российской Федерации

## Научная деятельность
В 2005 году защитила кандидатскую диссертацию.
- Соколова И. В. Брачный договор по законодательству Российской Федерации : автореф. дис. … канд. юр. наук. — СПб., 2005. — 17 с.[2]

## Награды
- медаль «В память 300-летия Санкт-Петербурга».
- юбилейный нагрудный знак «Государственная Дума. 100 лет».
- грамота фракции «Единая Россия» в Государственной Думе.
- Почётная грамота Президента Российской Федерации (9 октября 2014 года) — за заслуги в укреплении законности, активную законотворческую деятельность и многолетнюю добросовестную работу[3].
- Благодарность Правительства Российской Федерации (22 июня 2016 года) — за заслуги в законотворческой деятельности и многолетний добросовестный труд[4].
- Медаль «МПА СНГ. 25 лет» (27 марта 2017 года, Межпарламентская ассамблея СНГ) — за заслуги в деле развития и укрепления парламентаризма, за вклад в развитие и совершенствование правовых основ функционирования Содружества Независимых Государств, укрепление международных связей и межпарламентского сотрудничества[5].